# Glândula bulbouretral
Glândula bulbouretral, também conhecida como Glândula de Cowper, é uma glândula situada debaixo da próstata e da (glândula) vesícula seminal.
Responsável pela secreção do fluido pré-ejaculatório que integra em cerca de 5% o fluido seminal (a próstata e as vesículas seminais secretam a maior parte do sêmen e apenas cerca de 10% vem dos testículos, em forma de espermatozoides envolvidos em líquido viscoso). Esse fluido viscoso facilita a relação sexual, devido ao caráter lubrificante que apresenta e se tem durante a espermatogênese.
Em algumas técnicas cirúrgicas de redesignação sexual em transexuais MtF (de homem para mulher), essa glândula, bem como a próstata, são mantidas para possibilitar que a neovagina tenha lubrificação natural.
Essa glândula também é responsável por esterilizar a uretra durante o ato sexual, para que o esperma não seja contaminado.
Logo, podemos dizer que ela também é responsável por um processo de limpeza.